# Китой (Усольский район)
Китой, также Старый Китой (бур. Хути) — деревня в составе Железнодорожного муниципального образования Усольского района Иркутской области.

## Происхождение названия
см. Китой#Происхождение названия

## География
Расположена примерно в 22 километрах юго-восточнее райцентра на реке Китой.

### Внутреннее деление
Село состоит из 20 улиц:
- Байкальская
- Байкальский (переулок)
- Березовая
- Береговая 1-я
- Береговая 2-я
- Береговая
- Береговой (переулок)
- Иванова
- Лесная
- Луговая
- Луговой (переулок)
- Набережная
- Новая
- Новый (переулок)
- Полевая
- Совхозная
- Сосновый (переулок)
- Тупиковый (переулок)
- И. Фефелова
- Центральная

Кроме того, в состав села входят садовые товарищества Калинка, Приозёрное, Строитель, Усть-Целота.

## История
Основана в 1747 году как ямская станция Московского тракта. В это же время туда были переселены около 20 крестьян, им была выделена земля, а также материальная помощь. Большинство жителей Китоя в то время занимались извозом, а также растениеводством. В районе бывшего Китойского моста была переправа через реку, осуществлявшаяся на плотах. Однако, в 1849 году маршрут Московского тракта изменился (с этого времени он проходил через город Усолье-Сибирское и Биликтуй).

## Население
| 1959 | 1970  | 1979  | 1989  | 2002 | 2010 | 2011 |
| ---- | ----- | ----- | ----- | ---- | ---- | ---- |
| 5675 | ↗5706 | ↘5279 | ↘4849 | ↘137 | ↘115 | →115 |
| 2012 |       |       |       |      |      |      |
| ↗119 |       |       |       |      |      |      |